# FinComBank
FinComBank — коммерческий банк Молдовы. Штаб-квартира — в Кишинёве. Банк работает с 1993 года. Сегодня у банка 130 акционеров, 620 сотрудников и более 93 тысяч клиентов.
FinComBank S.A. сотрудничает с Мировым Банком, Международной финансовой корпорацией (IFC), Агентством США по международному развитию (USAID), Европейским Фондом по Юго-Восточной Европе (European Fund for Southeast Europe), Корпорацией частных зарубежных инвестиций (Overseas Private Investment Corporation (OPIC), является членом проекта Финансирования сельской местности и развития малых предприятий (IFAD), а также Проекта инвестиций и услуг для сельской местности (RISP).
В августе 2007 года американский венчурный фонд Western NIS Enterprise Fund (WNISEF) стал одним из крупных акционеров Банка, приобретя 25 % его акций.
FinComBank является одним из учредителей и членов Ассоциации банков Молдовы и Молдавской фондовой биржи, членом Американской Торговой Палаты в Молдове.
FinComBank неоднократно достаивался звания «Лучшего налогоплательщика года», а 2008 году стал лауреатом конкурса «Торговая марка года» и получил «Золотого Меркурия» в номинации «Социально ответственная торговая марка».